# ماكس روجوفا
ماكس روجوفا (بالإنجليزية: Max Rugova)‏ هو لاعب كرة قدم أمريكي في مركزي الوسط والهجوم، ولد في 17 فبراير 2000 في أوفرلاند بارك في الولايات المتحدة. لعب مع سويب بارك رينجرز.

## وصلات خارجية
- ماكس روجوفا على موقع قاعدة بيانات كرة القدم.إي يو (الإنجليزية)
- ماكس روجوفا على موقع Soccerway.com (الإنجليزية)